# OnePlus 6
Le OnePlus 6 est un smartphone créé par la société OnePlus, commercialisé le 21 mai 2018 et fonctionnant sous le système d'exploitation Android, via la surcouche OxygenOS.

## Caractéristiques

### Batterie
Ce smartphone se démarque des autres par des fonctionnalités comme la Dash Charge (fast charge en Europe) qui permet d'après OnePlus de recharger 60 % de la batterie en une demi-heure.[réf. nécessaire]

### Coloris
Il s'est vendu d'abord en trois couleurs, Mirror Black, Midnight Black et Silk White. Puis, il sortit quelque temps plus tard en rouge avec le slogan The Red you need. À cela, il faudra ajouter la version disponible uniquement en Inde nommée Avengers Edition reprenant des éléments de la série Marvel.

## Accueil
Lors de sa sortie, le smartphone fait l'objet d'une couverture médiatique inhabituellement large dans la presse généraliste. Il est beaucoup apprécié par la presse et les vidéastes ce qui le fait bien se vendre[Combien ?].
Son succès s'explique par le fait que OnePlus a su proposer des smartphones aussi puissants que ses concurrents directs mais à un prix bien moins important. Toutefois, certains lui reprochent l'absence de recharge sans fil (par induction) ou encore son haut-parleur mono.